# Lindenmühle (Andelfingen)
Die Lindenmühle in Andelfingen im schweizerischen Kanton Zürich ist eine der ältesten Mühlen im Ort und dürfte seit dem 13. Jahrhundert in Betrieb sein.

## Geschichte
Andelfingen war seit dem 13. Jahrhundert Standort von Mühlen. Ein grosser Grundwassersee unter Adlikon versorgt zuverlässig den Mülibach oder Dorfbach. Dieser teilt sich in drei parallel verlaufende Bachläufe und trieb bis zu sechs Mühlen an, die für Wohlstand in Andelfingen sorgten. Die erste schriftliche Erwähnung der Lindenmühle stammt von 1306, wo die Lindenmühle, die Obermühle und die Freimühle im Habsburger Urbar erwähnt werden – allerdings noch ohne den Namen Lindenmühle zu erwähnen. Dieser wurde 1386 erstmals verwendet und geht vermutlich auf die Lage neben dem ehemaligen Gerichtsplatz mit der Linde zurück. Von 1634 bis 1870 wurde die Mühle durch die Familie Arbenz betrieben, die heute noch im Besitz der Haldenmühle ist.
Das heutige Bauwerk liess Jakob Arbenz-Arbenz (1778–1842) errichten, wobei Teile aus einem älteren Bau weiterverwendet wurden. 1844 wurde das Dach auf der Südseite um eine Fensterreihe aufgestockt. Die Mühle ging 1885 an einen Metzgermeister, der sie bis 1898 als Mühle nutzte und bis 1950 das Wasserrad noch für den Antrieb des Blitz zur Herstellung von Wurstbrät nutzte.
Das alte Mühlrad wurde 1972 entfernt und neun Jahre später durch eine sich funktionslos drehendes Wasserrad ersetzt, das durch die Gemeinde betrieben wurde. Das Rad fiel in den 2010er-Jahren auseinander, sodass es stillgelegt werden musste. Es wurde 2018 durch ein Wasserrad ersetzt, das wieder den immer noch vorhandenen Mahlstein antreiben kann.

## Denkmalschutz
Die Lindenmühle ist im 2021 revidierten Schweizerischen Inventar der Kulturgüter unter der KGS-Nr. 12506 als Objekt von kantonaler Bedeutung aufgeführt, im kantonalen Register der Denkmalschutzobjekte ist sie seit 2015 unter der Nummer 03000124 eingetragen.